# Baldwin di Salisburgo
Baldwin di Salisburgo, o anche Balduin (1000 circa – Salisburgo, 8 aprile 1060), è stato un arcivescovo cattolico tedesco, arcivescovo di Salisburgo dal 1041 alla morte.

## Biografia
Al contrario della maggior parte dei suoi predecessori, Baldwin non era originario della Baviera, bensì proveniva da una famiglia nobile del Basso Reno o delle Fiandre. Prima di essere consacrato arcivescovo di Salisburgo, il 25 ottobre 1041, egli non aveva alcun rapporto personale con la città.
Baldwin dedicò particolare attenzione alla conservazione dei possedimenti arcivescovili e, come alcuni dei suoi predecessori, durante la sua reggenza fece redigere un codex traditionum con l'elenco delle donazioni effettuate, che si è conservato. La donazione più rilevante che venne effettuata mentre egli era arcivescovo fu quella della vedova del conte Wilhelm von der Sann, che si chiamava Emma, la quale - su impulso di Baldwin - fece edificare la chiesa di Santa Maria di Gurk e vi fondò un convento femminile.
Baldwin morì l'8 aprile 1060.